# 法國駐聖座大使館
法國駐聖座大使館是法蘭西共和國駐在教廷（梵蒂岡）的外交代表機構，座落於義大利羅馬皮亞韋路的波拿巴別墅。目前大使是弗洛倫斯·曼金，2022年3月28日上任。
使館建築建於1750年，為當時教宗本篤十四世的秘書所有。歷年來經手拿破崙之妹寶琳、普魯士政府等買家後，最終由法國政府在二次大戰結束後購買作為大使館用途。